# إد باركس
إد باركس (بالإنجليزية: Ed Parks)‏ هو لاعب كرة قدم أمريكية أمريكي، ولد في 26 فبراير 1917 في شوني في الولايات المتحدة، وتوفي في 1 يونيو 1987.